# Vasco Fernandes
Vasco Herculano Salgado Cunha Mango Fernandes, noto semplicemente come Vasco Fernandes (Olhão, 12 novembre 1986), è un calciatore portoghese, difensore svincolato.

## Caratteristiche tecniche
È un difensore centrale.

## Statistiche

### Presenze e reti nei club
Statistiche aggiornate al 7 luglio 2017.
| Stagione         | Squadra          | Campionato       | Campionato | Campionato | Coppe nazionali | Coppe nazionali | Coppe nazionali | Coppe continentali | Coppe continentali | Coppe continentali | Altre coppe | Altre coppe | Altre coppe | Totale | Totale | Totale |
| Stagione         | Squadra          | Comp             | Pres       | Reti       | Comp            | Pres            | Reti            | Comp               | Pres               | Reti               | Comp        | Pres        | Reti        | Pres   | Reti   |        |
| ---------------- | ---------------- | ---------------- | ---------- | ---------- | --------------- | --------------- | --------------- | ------------------ | ------------------ | ------------------ | ----------- | ----------- | ----------- | ------ | ------ | ------ |
| 2005-2006        | Bordeaux         | L1               | 0          | 0          | CF+CdL          | 0               | 0               |                    | -                  | -                  |             | -           | -           | 0      | 0      |        |
| 2006-2007        | Olhanense        | SL               | 25         | 0          | TP              | 2               | 0               |                    | -                  | -                  |             | -           | -           | 27     | 0      |        |
| ago. 2007        | Olhanense        | SL               | 1          | 0          | TP+TL           | 0+1             | 0               |                    | -                  | -                  |             | -           | -           | 2      | 0      |        |
| 2007-2008        | Salamanca UDS    | SD               | 17         | 0          | CR              | 0               | 0               |                    | -                  | -                  |             | -           | -           | 17     | 0      |        |
| 2008-2009        | Leixões          | PL               | 16         | 0          | TP+TL           | 3+1             | 0               |                    | -                  | -                  |             | -           | -           | 20     | 0      |        |
| 2009-2010        | Celta Vigo       | SD               | 27         | 0          | CR              | 5               | 0               |                    | -                  | -                  |             | -           | -           | 32     | 0      |        |
| 2010-2011        | Elche            | SD               | 18         | 0          | CR              | 0               | 0               |                    | -                  | -                  |             | -           | -           | 18     | 0      |        |
| 2011-gen. 2012   | Beira-Mar        | PL               | 0          | 0          | TP+TL           | 0               | 0               |                    | -                  | -                  |             | -           | -           | 0      | 0      |        |
| gen.-giu. 2012   | Olhanense        | PL               | 12         | 0          | TP+TL           | 0               | 0               |                    | -                  | -                  |             | -           | -           | 12     | 0      |        |
| 2012-2013        | Olhanense        | PL               | 21         | 0          | TP+TL           | 2+1             | 0               |                    | -                  | -                  |             | -           | -           | 24     | 0      |        |
| Totale Olhanense | Totale Olhanense | Totale Olhanense | 59         | 0          |                 | 6               | 0               |                    | -                  | -                  |             | -           | -           | 65     | 0      |        |
| 2013-2014        | Platanias        | SL               | 30         | 0          | KE              | 0               | 0               |                    | -                  | -                  |             | -           | -           | 30     | 0      |        |
| 2014-2015        | Arīs Salonicco   | GE               | 15         | 2          | KE              | 0               | 0               |                    | -                  | -                  |             | -           | -           | 15     | 2      |        |
| 2015-2016        | Pandurii         | L1               | 28         | 0          | CR+CL           | 1+1             | 0               |                    | -                  | -                  |             | -           | -           | 30     | 0      |        |
| 2016-2017        | Vitória Setúbal  | PL               | 31         | 2          | TP+TL           | 3+1             | 0               |                    | -                  | -                  |             | -           | -           | 35     | 2      |        |
| Totale carriera  | Totale carriera  | Totale carriera  | 241        | 4          |                 | 16              | 0               |                    | -                  | -                  |             | -           | -           | 257    | 4      |        |